# Лузин, Ян Вячеславович
Лузин Ян Вячеславович (род. 16 сентября 1972, Псков) — государственный деятель, предприниматель, глава города Пскова (2007—2009), глава администрации города Пскова (2009—2010). Основатель холдинга «Группа компаний „ЛУГ“».

## Биография
Родился 16 сентября 1972 года в Пскове в семье военнослужащего.
С 1989 по 1994 год обучался в Псковском филиале Санкт-Петербургского государственного технического университета (экономика и управление в машиностроении). После завершения обучения вместе с другими студентами своего курса отправился на практику в голландскую школу бизнеса и экономики, расположенную в городе Девентер.
Прошёл обучение по программе «деловое управление» на факультете высшего экономического образования в Университете Polytechnic IJselland (Нидерланды).
В 1994 году, после окончания высшего учебного заведения, открыл вместе с партнёрами несколько коммерческих компаний, занимающихся оказанием услуг на рынке недвижимости и торгово-закупочной деятельностью.
C 1999 по 2006 год возглавлял агентство недвижимости в Пскове, а с 2007 года является генеральным директором Псковской инвестиционной компании
Работая на рынке недвижимости с ведущими Российскими банками, в 2001 году был начат первый инвестиционный проект — строительство торгового комплекса «Пассаж», небольшого торгового объекта в историческом центре Пскова. Объект был введён в эксплуатацию 17 декабря 2002 года.
С этого момента инвестиционная деятельность по строительству коммерческой недвижимости с привлечением кредитного банковского финансирования, и последующая эксплуатация и управление объектами недвижимости, становится приоритетной деятельностью для предпринимателя Лузина Я. В.
В 2007 году решает заняться политикой и передаёт построенные объекты недвижимости и существующий бизнес в стороннее управление.
В 2019 году уезжает из России на ПМЖ за границу и в настоящий момент живёт с семьей за пределами Российской Федерации.

## Политическая деятельность
В марте 2007 года из числа депутатов Псковской городской Думы избран главой города Пскова.
В марте 2009 года был назначен на пост главы администрации Пскова, из-за чего 6 апреля оставил должность депутата Псковской городской думы и главы города.
В августе 2010 года покинул пост главы администрации и перешёл на пост заместителя губернатора Псковской области, который занимал до декабря того же года.
4 декабря 2011 года был избран депутатом Псковского областного Собрания пятого созыва по единому избирательному округу от регионального отделения партии «Единая Россия». Входил в состав комитета по законодательству, экономической политике и местному самоуправлению.
18 сентября 2016 года избран депутатом Псковского областного Собрания шестого созыва, представляя одномандатный избирательный округ № 2 (г. Псков). Занимал должность члена комитета по экономической политике, агропромышленному комплексу, экологии и природопользованию.
Весной 2019 года Ян Лузин написал заявление о досрочном сложении полномочий депутата Псковского областного Собрания. Причиной принятого решения он назвал необходимость сосредоточиться на реализации бизнес-проектов.
14 сентября 2019 года исключен из партии «Единая Россия».